# Аскеров, Азиз Гамза оглы
Ази́з Гамза́ оглы́ Аске́ров (6 мая 1907, Дербент — 6 июля 1993, Баку) — советский, азербайджанский гидрогеолог; доктор геолого-минералогических наук, профессор, заслуженный деятель науки.
Инициировал создание геолого-географический факультет Азербайджанского университета, кафедры гидрогеологии (1951), Учёного совета по гидрогеологии (1952), института курортного управления и курортологии (Баку), а также республиканской экспедиции «Азгеокаптажминвод». Открыл и исследовал минеральный источник «Бадамлы» (1944). Инициировал создание заводов минеральных вод, курортов на территории Азербайджана и Дагестана.

## Биография
Родился в азербайджанской семье. Отец — Гамза Аскеров (ум. ок. 1920), учитель, поэт; мать — Рубаба; в семье было семь сыновей и одна дочь.
Окончив в Дербенте 7-летнюю школу, с 1924 г. учился в педагогическом техникуме Баку, после чего работал заведующим отделом, затем ответственным секретарём республиканской газеты «Дагыстан фукарасы» (Махачкала).
В 1929—1934 гг. учился на химико-биологическом факультете Азербайджанского педагогического института, одновременно работал лаборантом кафедры геологии и минералогии. Студентом 3-го курса уже вёл практические занятия с первокурсниками, на 4-м — читал лекции по геологии на русском и на азербайджанском языках.
С 1934 г. — аспирант Азербайджанского университета (научный руководитель — профессор В. В. Богачев), затем — ассистент, заведующий кафедрой геологии и палеонтологии биологического факультета. С 1943 г. — первый декан геолого-географического факультета Азербайджанского университета. Инициировал создание на факультете музея полезных ископаемых, первые пятьсот экспонатов которого были из его личной коллекции. После 1945 года музей пополнялся коллекциями М.-А. Кашкая, Якубова; руководителем музея был М. П. Мамедяров; в 1975 году музей реконструирован.
В 1945 г. совместно с доцентом МГУ Е. М. Сергеевым составил учебный план для университетских геологических факультетов страны и программы по курсам «Общая геология», «Гидрогеология», «Инженерная геология». Инициировал проведение в Азербайджане методических конференций геологов-педагогов.
В 1943—1986 гг. заведовал кафедрой общей геологии и гидрогеологии Бакинского университета.
Читал лекции по общей геологии также в учительском институте (Баку, 1940—1945), Азербайджанском педагогическом институте им. В. И. Ленина (1946—1953), в Азербайджанском индустриальном институте (1954—1956).

### Семья
Жена — Тамара Зейналлы, племянница композитора Асафа Зейналлы.
- сын Эльнур (1946—1962)

дочери:
- Эльшана, доцент кафедры философии Бакинского славянского университета;
- Эльбязяк.

Воспитывал племянника Рауфа — сына своего брата Джалила Аскерова, заведующего отделом ЦК КП Азербайджана, директора Музея революции и заместителя наркома просвещения, выпускника Института красной профессуры (Москва), репрессированного в 1937 году.

## Научная деятельность
Основные направления исследований — проблемы формирования и использования источников минеральных вод.
В студенческие годы участвовал в экспедициях И. Н. Яковлева (1930), К. Н. Паффенгольца (1931), А. А. Флоренского (Нахичевань, 1932), Н. Е. Круг (район Истису, 1932), С. Н. Соколова (Нафталан, Истису, 1933).
С 1933 г. вёл самостоятельную поисковую работу:
- геологическая съёмка в Астаринском районе (1935)
- экспедиция в юго-восточной части Азербайджана (1936)
- Кедабекская экспедиция Наркомздрава Азербайджанской ССР (сентябрь 1937)
- экспедиция Наркомздрава Азербайджанской ССР по изучению минеральных источников северо-восточной части Азербайджана (1939)
- ежегодные экспедиции в Нахичеванской АССР (1940—1944)

В 1938 году в МГУ защитил кандидатскую («Геология минеральных источников юго-восточной части Азербайджана»), в 1949 г. — докторскую диссертацию («Минеральные источники Азербайджанской ССР»).
В 1944 году лично выявил минеральный источник Бадамлы. Впоследствии обнаружил и научно обосновал ценность источников минеральных вод Сираб, Вайхыр, а также лечебное значение минеральной воды Галаалты; добивался промышленного производства минеральных вод.
Исследовал также минеральные и термальные источники Дагестана.
В 1948—1954 гг. разработал классификацию минеральных вод, предусматривавшую деление их на шесть типов, 9 групп, 49 видов и 225 разновидностей.
С 1952 г. — председатель созданного по его инициативе Учёного совета по защите кандидатских диссертаций по специальности «гидрогеология».
В территориальном геологическом фонде Министерства экологии и природных ресурсов Азербайджанской Республики хранятся отчёты полевых экспедиционных работ, выполненных под руководством А. Г. Аскерова:
1. Гидрогеологические условия формирования минеральных вод Азербайджанской ССР, их курортная и промышленная оценка (1960—1962). — Т. 1—12. — 1684 с. — систематизированы и паспортизированы 17 месторождений минеральных вод республики.
2. Высокотермальные воды Апшеронского полуострова и их использование в народном хозяйстве (1963—1964). — 563 с. — исследованы высокотермальные воды 15 крупных месторождений Балаханы-Сабунчу-Романинского, Сураханы-Зыхского, Кала-Зырянского, Бузовны-Маштагинского, Бинагади-Чахнаглар-Сулутапинского, Биби-Эйбатского и Юго-западно-Апшеронского нефте-гидрогеологического регионов; даны рекомендованы по использованию минеральных вод в теплофикации, в добыче йода, брома, лития, бора, стронция и других редких элементов; в лечебных целях.

По его проектам и предложениям построено пять заводов разлива минеральных вод — Бадамлы, Нижний Исти-су, Сираб, Вайхыр, Туршсу и Гызыдджа; способствовал также созданию курортов Исти-су, Галаалты, Шихово, Ширлан и других.
Подготовил более 40 кандидатов и 10 докторов геолого-минералогических наук.
1. Мелива Ф. С. Гидрогеологические условия месторождений минеральных вод Сухуми — Новый Афон. — Баку, 1960.
2. Победоносцев Н. М. Гидрогеология Нахичеванской АССР. — Баку, 1965.
3. Бабаев А. М. Гидрогеологические условия месторождений термальных минеральных вод южного Талыша. — Баку, 1968.
4. Магерамова А. М. Гидрогеологические условия месторождений термальных минеральных вод северного Талыша. — Баку, 1969.
5. Тугуши И. П. Особенности формирования углекислых соляно щелочных минеральных вод на примере месторождений Дзау, Зваре и Важас — Цкаро. — Тбилиси, 1970.
6. Сардаров Э. И. Подземные воды Центрального вулканического нагорья Армянской ССР. — Ереван, 1970.
7. Алиев С. А. Подземные воды зоны свободного вода обмена верховья бассейна р. Тертер, особенности их формирования и перспективы использования. — Баку, 1971.
8. Асланов А. Д. Гидрогеологические условия формирования и закономерности распространения гидротерм южного склона Большого Кавказа. (В пределах Азербайджанской ССР). — Баку, 1971.
9. Хакяшева У. Ч. Гидрогеохимические особенности месторождений минеральных вод Кабардино-Балкарской АССР. — Нальчик, 1972.
10. Арчая Ю. С. Гидрогеология и основные принципы каптажа минеральных вод Сухумского и Санапиройского месторождений. — Тбилиси, 1972.
11. Ганенков В. Д. Гидрогеологические условия и особенности распространения минеральных вод Северо-западного Кавказа. — Баку, 1972.
12. Аликулиев Р. И. Гидрогеологические условия и гидрогеохимические особенности месторождений углекислых минеральных вод юго-западной части Ордубадского синклинория. — Баку, 1973.
13. Султанов Ю. И. Тепловой режим структур предгорного Дагестана, перспективы для промышленной эксплуатации термальных вод. — Махачкала, 1974.
14. Мирзоев В. А. Гидрогеохимия подземных вод мезозойских отложений Дагестана и перспективы их использования. — Баку, 1975.
15. Насирова Х. М. Гидрогеологические условия углекислых минеральных вод прикаспийской зоны Нахичеванской АССР и их народнохозяйственное значение. — Баку, 1975.
16. Рашад Джамиль Баракат Мохаммед. Минеральные и термальные источники восточной Иордании и их народнохозяйственное значение. — Баку, 1977.
17. Алиев К. М. Закономерности распространения йодо-бромных вод плиоценовых отложений юго-восточного Азербайджана и оценка перспектив их использования (на примере отдельных площадей Апшеронской, Гобустанской и Прикуринской областей). — Баку, 1977.
18. Керамова Р. А. Азотные минеральные воды северо-восточной части Азербайджана и их народнохозяйственное значение. — Баку, 1979.
19. Дибиров Д. А. Формирование ресурсов промышленных вод мезозойских отложений восточно-предкавказского артезианского бассейна и перспективы их использования. — Махачкала, 1983.
20. Щербаков А. В. Условия формирования и закономерности распространения минеральных вод сланцевого Дагестана. Пятигорск, 1983.
21. Мпиа Нканда Лобода. Подземные воды территории района Киншасы и их значение в водоснабжении столицы Заир. — Баку, 1986.
22. Гулям Хайдар Ханифи. Гидрогеологические условия кабульского массива с задачей водоснабжения города Кабула. — Баку, 1986.
23. Нго Нгок Кат. Закономерности распространения и гидрогеологические условия формирования минеральных и термальных вод Вьетнама (СРВ) и перспективы их использования. — Баку, 1986.
24. Ибрагимова И. Ш. Минеральные воды Кяльбеджарского синклинория Малого Кавказа. (Закономерность распространения, условия формирования и перспективы использования). — Баку, 1987.
25. Цогоев В. В. Закономерность распространения и классификация минеральных вод Северной Осетии. — Грозный, 1988.
26. Махиа Мохаммед. Закономерности формирования и гидрохимия подземных вод равнины Аннабы (Алжир). — Баку, 1988.
27. Джорфи Саадан. Исследование минеральных и термальных вод северо-восточной части Алжира и их народнохозяйственное значение. — Баку, 1988.
28. Миргасан-заде Т. А. Закономерности формирования и перспективы использования минеральных вод южного склона Большого Кавказа и Алазань-Авторанской впадины. (В пределах Азербайджанской ССР). — Баку, 1988.
29. Ахмедова О. М. Минеральные воды северо-западной части Сомхито-Агдамской структурно-формационной зоны Малого Кавказа. — Баку, 1989.
30. Кудрявцева К. А. Термальные воды мезо-кайнозойских отложений Предгорного Дагестана. — Махачкала, 1991.

Автор более 200 научных и научно-популярных работ о минеральных источниках Азербайджана, а также методических пособий, учебников для высших школ (Гидрогеология. — Маариф, 1989).

### Избранные труды
- Аскеров А. Г. Некоторые родниковые воды северо-восточной части Азербайджана. — Баку: НКП Азерб. ССР, 1941. — 13 с.[2]
- Аскеров А. Г. оглы, Асланов А. Д., Насирова Х. М. Минеральные источники Нахичеванской АССР. — Баку: Азернешр, 1986. — 123 с. — 3000 экз.[2]
- Аскеров А. Г. оглы, Асланов А. Д., Насирова Х. М. Сираб. — Баку: о-во «Знание» АзССР, 1983. — 30 с.[3]
- Аскеров А. Г. оглы. Гидрогеология: Учеб. для вузов (азерб.). — Баку: Маариф, 1989. — 209 с. — ISBN 5-556-00007-7. [3]

## Общественная деятельность
В студенческие годы был председателем Дагестанского землячества в Баку; был делегатом юбилейного съезда в Дагестане, посвящённого 10-летию образования автономной республики.
Во время каникул в 1924 г. организовал в г. Дербенте молодёжный театр, в котором был режиссёром, за короткий срок театр показал жителям Дербента несколько спектаклей по произведениям Мирзы Ахундова.
В 1936 г. организовал в Дербенте радиовещание на азербайджанском языке, выступал диктором.
Многие годы руководил группой лекторов общества «Знание» по наукам о Земле, выступал с докладами в районах Азербайджана.

## Награды и признание
- орден Трудового Красного Знамени
- десять медалей
- Почётные грамоты Верховного Совета Азербайджанской ССР
- нагрудный знак «Отличник курортов профсоюзов» курортного управления ВЦСПС (1977)
- Государственная премия Азербайджана (1979) — за открытие трёх месторождений минеральных вод — Бадамлы, Сираб, Вайхыр[4]
- почётные грамоты министерств
- почётное звание «Заслуженный деятель науки Азербайджанской Республики».

## Адреса
в Дербенте
- 6 магал старинной части города Дербента — жил в детстве.

в Баку
- по улице Мустафа Субхи (1924—1945)
- улица Низами, бывш. Физули (1945—1962)
- проспект Строителей (ул. Шахбази) (1962—1990)
- проспект Азадлыг, 151-б (1990—1992).

## Память
Именем А. Г. Аскерова названа улица в новой части Дербента.